# Teoria dos Mundos

Os países foram separados em "três mundos" durante a Guerra Fria, quando eram classificados de acordo com seus aliados.
Primeiro Mundo: Bloco capitalista, compreendido pelos EUA, Japão, Reino Unido e seus aliados.
Segundo Mundo: Bloco socialista, compreendido pela União Soviética, China e seus aliados.
Terceiro Mundo: países não-alinhados e neutros (estes últimos liderados pela Índia e Iugoslávia).

Mapa-múndi indicando o Índice de Desenvolvimento Humano (2013):
Muito alto
Alto
Médio
Baixo
Sem dados

A Teoria dos Mundos foi uma designação dada às subdivisões do mundo por grandeza econômica entre os anos de 1945 até a Queda do Muro de Berlim, em 1990.
Segundo essa classificação, as nações desenvolvidas constituiriam o Primeiro Mundo (exemplo: a Itália, EUA). As nações do antigo Bloco socialista constituiriam o Segundo Mundo (exemplo: a antiga União Soviética e a China). As demais nações não-alinhadas e neutras constituiriam o Terceiro Mundo (exemplo: Brasil, Etiópia, Índia). Haviam algumas discrepâncias nesta divisão, porém. Países largamente subdesenvolvidos como a Somália eram classificadas como de Segundo Mundo (por estarem alinhadas à URSS), enquanto a Iugoslávia, socialista porém não alinhada à URSS, era enquadrada no Terceiro Mundo. Além da Iugoslávia, Irlanda, Suécia, Finlândia, Áustria e Suíça, nações capitalistas ricas, porém não alinhadas aos EUA, também eram enquadradas no Terceiro Mundo.
Com o colapso econômico e ideológico do Segundo Mundo, o termo entrou em total desuso. Com o fim da Guerra Fria, as diferenças entre os mundos se combinam em vários aspectos, sendo usado atualmente países desenvolvidos e países subdesenvolvidos, que também recebe críticas sobre sua abrangência. O mais aceito atualmente é a divisão do mundo em países desenvolvidos, Países recentemente industrializados e países subdesenvolvidos.

## Histórico
No início da era da Guerra Fria, a OTAN e o Pacto de Varsóvia foram criados pelos Estados Unidos e pela União das Repúblicas Socialistas Soviéticas, respectivamente. Eles também foram referidos como Bloco Ocidental e Bloco Oriental. As circunstâncias desses dois blocos eram tão diferentes que eram essencialmente dois mundos, no entanto, não foram chamados de primeiro e segundo mundos.  O início da Guerra Fria é marcado pelo famoso discurso "Cortina de Ferro" de Winston Churchill. Neste discurso, Churchill descreve a divisão do Ocidente e do Oriente como tão sólida que poderia ser chamada de cortina de ferro.
Em 1952, o demógrafo francês Alfred Sauvy cunhou o termo Terceiro Mundo em referência aos três estados na França pré-revolucionária. Os dois primeiros estados são a nobreza e o clero e todos os outros que compõem o terceiro estado. Ele comparou o mundo capitalista (ou seja, o Primeiro Mundo) à nobreza e o mundo socialista (ou seja, o Segundo Mundo) ao clero. Assim como o terceiro estado compreendia todos os outros, Sauvy chamou de Terceiro Mundo todos os países que não estavam nessa divisão da Guerra Fria, ou seja, os estados não alinhados e não envolvidos no "conflito Leste-Oeste". Com a cunhagem direta do termo Terceiro Mundo, os dois primeiros grupos passaram a ser conhecidos como "Primeiro Mundo" e "Segundo Mundo", respectivamente. Aqui surgiu o sistema de três mundos.
No entanto, o chefe da Shuswap, George Manuel, acreditava que o modelo de três mundos estava desatualizado. Em seu livro de 1974, "The Fourth World: An Indian Reality", ele descreve o surgimento do Quarto Mundo ao cunhar o termo. O quarto mundo refere-se a "nações", por exemplo, entidades culturais e grupos étnicos, de povos indígenas que não compõem estados no sentido tradicional. Em vez disso, eles vivem dentro ou além das fronteiras do Estado. Um exemplo são os nativos americanos da América do Norte, América Central e Caribe.

### Relação entre os três Mundos
Durante a era da Guerra Fria, as relações entre o Primeiro Mundo, o Segundo Mundo e o Terceiro Mundo eram muito rígidas. O Primeiro Mundo e o Segundo Mundo estavam em constante conflito um com o outro através das tensões entre seus dois núcleos, os Estados Unidos e a União Soviética, respectivamente.
Como os países do Terceiro Mundo eram neutros e/ou não-alinhados com o Primeiro e o Segundo Mundo, eles eram alvos de recrutamento. Na busca por expandir sua esfera de influência, os Estados Unidos (núcleo do Primeiro Mundo) tentaram estabelecer regimes pró-EUA no Terceiro Mundo. Além disso, como a União Soviética (núcleo do Segundo Mundo) também queria se expandir, o Terceiro Mundo muitas vezes se tornou um local de conflito.

A Teoria do Dominó.

Alguns exemplos incluem Vietnã e a Península da Coreia. O sucesso estava com o Primeiro Mundo se ao final da guerra o país se tornasse capitalista e democrático, e com o Segundo Mundo se o país se aderisse ao comunismo. Enquanto o Vietnã como um todo acabou sendo comunizado, apenas a metade norte da Coreia permaneceu comunista. A Teoria do Dominó governou amplamente a política dos Estados Unidos em relação ao Terceiro Mundo e sua rivalidade com o Segundo Mundo. À luz da Teoria do Dominó, os EUA viam a vitória nas guerras por procuração no Terceiro Mundo como uma medida da "credibilidade dos compromissos dos EUA em todo o mundo"
.

### Classificação pós fim da URSS
Com a queda da União Soviética e o fim do regime socialista na maior parte do mundo, é mais comum classificar as nações em:
- Desenvolvidas: são as nações que compõem o antigo Primeiro Mundo. São ricas, industrializadas, democráticas e com alto índice de desenvolvimento humano. Exemplos: Noruega, Suécia, Dinamarca, Japão, Alemanha, Austrália, Portugal, Itália.
- Emergentes: são nações ricas e industrializadas (ou exportadoras de petróleo), mas que aindam apresentam problemas sociais e econômicos. São em sua maioria democráticas, mas existem notáveis exceções, como a China. Exemplos: Argentina, Rússia, China, Índia e Brasil.
- Subdesenvolvidas: são as nações pobres, com baixo desenvolvimento humano,  alta dependência externa e economia primária. A maioria delas vive sob regimes não-democráticos. Exemplos: Afeganistão, Serra Leoa, Albânia, Haiti.

Segundo alguns teóricos, existiriam ainda mais dois tipos:
- As nações internacionalmente reconhecidas, mas não independentes, constituiriam o Quarto Mundo (exemplos: a Palestina e o Tibete).
- As fantasias nacionais (como as micronações) constituiriam o Quinto Mundo.